# Slovenské Krivé
Slovenské Krivé je obec na Slovensku v okrese Humenné v Prešovském kraji. V obci žije 121 obyvatel.

## Geografie

### Poloha
Obec ležící v Nízkých Beskydech v kotlině řeky Výravy a v západní části Laborecké vrchoviny. Území tvoří pahorkatina s mírně zvlněným reliéfem tvořená flyšovými vrstvami. Nadmořská výška se pohybuje v rozmezí 240 až 430 m n. m., střed obce je ve výšce 261 m n. m. Okolní lesní porosty jsou tvořeny buky, břízami a borovicemi.
Celková rozloha je 6,394 km², z toho připadá 27 % na zemědělskou půdu. Celkové využití půdy (2020): 10 % orná půda, 70 % lesy atd. V roce 2023 rozloha lesů byla 447 ha, 62 ha byla orná půda a 103 ha tvořila zatravněná plocha.

### Sousední obce
|        | Rokytov pri Humennom | Papín |
| Jabloň |                      | Papín |
| Jabloň |                      | Zubné |

## Historie
První písemná zmínka pochází z roku 1478, kde je uváděná jako Kriva. Další názvy byla Tótt-Kriva , Slowenské Krivé a od roku 1927 Slovenské Krivé; maďarský název je Tótkriva nebo Görbény. První písemný doklad o obci pochází z daňového soupisu z roku 1567. V roce 1598 je uváděná jako součást panství Humenné. V 18. století obec vlastnil rod Farkasovců a v 19. století Balassové. V roce 1787 žilo v 17 domech 113 obyvatel a v roce 1828 už měla 134 obyvatel, počet domů se nezvětšil. V roce 2011 tentýž počet 134 obyvatel bydlel v 50 domech.
Hlavní obživou bylo zemědělství, práce v lesích, výroba dřevěného nářadí a výroba metel.

## Kostel
V obci je římskokatolický filiální kostel svatého Jáchyma a Anny, který byl nově postaven v roce 1994. V hlavním oltáři je obraz svaté Anny z roku 1820, který byl přenesen ze starého kostela svaté Anny. Obec patří pod katolickou farnost Zbudské Dlhé děkanátu Humenné arcidiecéze košické.